# Ramići
Ramići är en ort i Bosnien och Hercegovina.   Den ligger i entiteten Federationen Bosnien och Hercegovina, i den centrala delen av landet, 20 km väster om huvudstaden Sarajevo. Ramići ligger 693 meter över havet och antalet invånare är 107.
Terrängen runt Ramići är kuperad åt nordväst, men åt sydost är den bergig. Runt Ramići är det ganska tätbefolkat, med 93 invånare per kvadratkilometer.. Närmaste större samhälle är Sarajevo, 19,6 km öster om Ramići. 
Omgivningarna runt Ramići är en mosaik av jordbruksmark och naturlig växtlighet.